# Ogooué-Lolo
Ogooué-Lolo je jedna z 9 provincií v Gabonu. Rozkládá se na území o rozloze 25 380 km² a jejím hlavním městem je Koulamoutou. Na jihu provincie hraničí s Kongem.

Ogooué-Lolo na mapě Gabonu
Departmenty provincie Ogooué-Lolo

## Departmenty
Provincie je rozdělena do 3 departmentů:
- Lolo-Bouenguidi (Koulamoutou)
- Lombo-Bouenguidi (Pana)
- Mouloudnou (Lastoursville)